# Mounir Obbadi
Mounir Obbadi, né le 4 avril 1983 à Meulan-en-Yvelines, est un footballeur international marocain qui évolue au poste de milieu de terrain.

## Biographie

### En club
Mounir Obbadi grandit en banlieue parisienne à Chanteloup-les-Vignes. Formé au Paris Saint-Germain, il devient un cadre de l'équipe réserve d'Antoine Kombouaré avec laquelle il est champion du groupe A de CFA en 2003, mais n'évolue jamais sous les couleurs parisiennes avec l'équipe première.
Il est alors prêté six mois à Angers SCO avant d'y signer définitivement. En juin 2006, il rejoint le club de Ligue 1 de l'ES Troyes AC. En janvier 2007, il retourne chercher du temps de jeu à Angers via un prêt de six mois au cours duquel il aide le club à monter en Ligue 2, avant de réintégrer les rangs de l'ESTAC relégué en Ligue 2.
Après son prêt, il progresse beaucoup et il se fait petit à petit une place de titulaire indiscutable à Troyes, où il effectue une saison pleine en 2011-2012, permettant à son club de retrouver l'élite du football français. Les supporters troyens gardent en mémoire son but contre l'AS Monaco lors de l'avant dernière journée de Ligue 2 (victoire 0-2) qui envoie son club en Ligue 1. Obbadi est un habitué des montées : le Marocain a obtenu quatre accessions avec trois équipes différentes.
Meneur de jeu de l'équipe, il effectue des débuts prometteurs parmi l'élite, malgré un faible nombre de points qui ne reflète pas le niveau de jeu de son équipe.

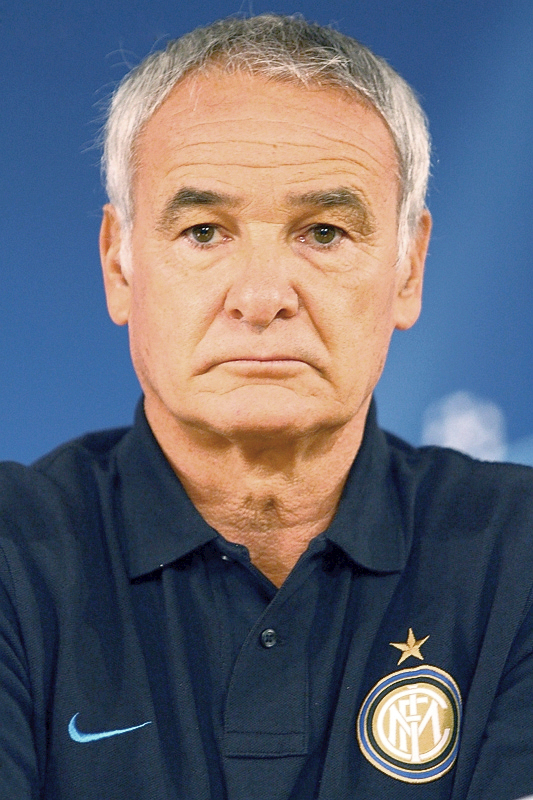
Mounir Obbadi séduit Claudio Ranieri, qui le recrute à Monaco.

Le 23 janvier 2013, il rejoint le club de l'AS Monaco, pensionnaire de deuxième division. Il s'impose en Principauté comme un élément majeur de la montée en Ligue 1, étant même élu dans l'équipe-type UNFP de la saison.
Malgré l'arrivée à l'intersaison de Geoffrey Kondogbia, il conserve toute la confiance de Claudio Ranieri qui le titularise constamment au poste de milieu défensif. Il ouvre son compteur but avec l'AS Monaco en Ligue 1 le 27 octobre 2013, lors de la 11e journée de championnat d'une superbe frappe de l'extérieur, à la réception d'un corner mal repoussé par la défense de l'Olympique lyonnais qui finit en lucarne. Lors de la 14e journée de Ligue 1, il inscrit son deuxième but de la saison à la 70e minute de jeu puis il va libérer Monaco par la suite puisqu'ils vont s'imposer 1-0 à Nantes et donc vont renouer avec le succès qu'ils avaient perdu depuis 3 matchs. Le 23 mars 2014, il inscrit son troisième but de la saison face au Lille OSC, idéalement servi par Valère Germain dès la 4e minute. L'ASM obtient finalement le match nul (1-1) et conserve son avance de neuf points sur son adversaire du soir à huit journées de la fin.
Craignant de manquer de temps de jeu et souhaitant tenter une expérience à l'étranger, il est prêté pour une saison avec option d'achat au Hellas Vérone le 15 juillet 2014. Non conservé par la formation italienne, il change à nouveau de club et signe un contrat de deux ans avec Lille le 11 juillet 2015. Il marque son premier but sous le maillot lillois le 10 avril 2016 lors de la réception de son ancien club, l'AS Monaco (victoire 4-1). Il quitte Lille pour l'OGC Nice le 31 janvier 2017 à la suite de difficultés sportives, cinq apparitions sur la première partie de saison, et personnelles, victime d'un home-jacking dans le Nord.
Le 21 décembre 2017, Mounir Obbadi s'engage en faveur du Raja Club Athletic, y paraphant un contrat de six mois.
Le 12 juin 2018, il s'engage en faveur du Stade lavallois FC, avec un contrat d'un an. Il avait déjà intéressé le club en 2009, lorsque l'ESTAC fut relégué en National.
À 36 ans, Mounir Obbadi décide de s’offrir un dernier challenge auprès de l’AS Poissy. Il y rejoint Laurent Fournier, fraîchement nommé entraîneur du club yvelinois pour la saison 2019-2020. C’est également un choix de cœur lui permettant de se rapprocher de Chanteloup-les-Vignes, ville de son enfance. Le 3 juillet 2020, il s'engage avec le Racing Club de France football, en National 3. Il quitte le club en septembre 2020 sans avoir joué un seul match.

### En sélection nationale

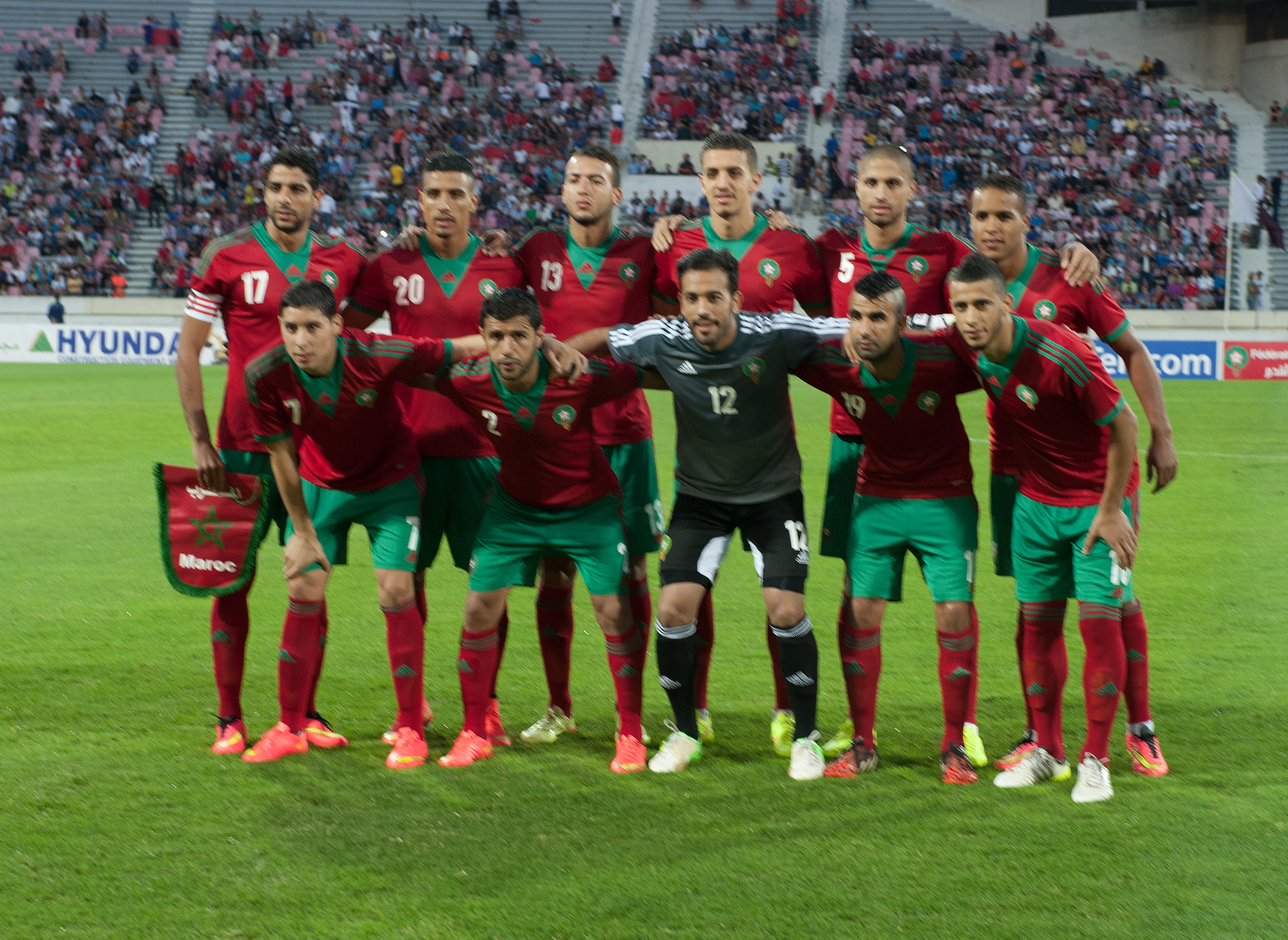
Mounir Obbadi (en bas, deuxième en partant de la droite), avec la sélection du Maroc.

En octobre 1998 il participe à un stage à Clairefontaine avec l'équipe de France des moins de 15 ans.
Les bonnes performances de Mounir Obbadi en faveur du SCO Angers ne restent pas inaperçues : Obbadi devient international marocain et fête sa première sélection le 15 novembre 2005 lors d'un match amical contre le Cameroun (0-0). Malgré sa bonne progression à Troyes, Obbadi n'est plus appelé pour les Lions de l'Atlas pendant longtemps.
À la suite de ses titularisations surprenantes dans un club aussi grand que l'AS Monaco, Mounir retrouve finalement l'équipe nationale du Maroc, près de huit ans plus tard. Il fait son retour sous le maillot des Lions de l'Atlas à l'occasion d'une victoire contre la Tanzanie (2-1) en éliminatoires de la Coupe du monde 2014.

### Reconversion
En juillet 2021 il est diplômé du brevet d'entraîneur de football (BEF).
Depuis 2021 il est entraîneur adjoint de Stéphane Moreau, dans l'équipe des U17 nationaux du Paris SG.

## Statistiques détaillées

### En club
| Saison                | Club                  | Championnat           | Championnat | Championnat | Coupe nationale | Coupe nationale | Coupe de la Ligue | Coupe de la Ligue | Compétition(s) continentale(s) | Compétition(s) continentale(s) | Compétition(s) continentale(s) | Total | Total |
| Saison                | Club                  | Division              | M.          | B.          | M.              | B.              | M.                | B.                | Comp.                          | M.                             | B.                             | M.    | B.    |
| 2003-2004             | Angers SCO (prêt)     | Ligue 2               | 11          | 1           | -               | -               | -                 | -                 | -                              | -                              | -                              | 11    | 1     |
| 2004-2005             | Angers SCO            | Ligue 2               | 35          | 6           | 1               | 0               | 1                 | 0                 | -                              | -                              | -                              | 37    | 6     |
| 2005-2006             | Angers SCO            | National              | 27          | 10          | -               | -               | 1                 | 0                 | -                              | -                              | -                              | 28    | 10    |
| Sous-total            | Sous-total            | Sous-total            | 73          | 17          | 1               | 0               | 2                 | 0                 | -                              | 0                              | 0                              | 76    | 17    |
| 2006-2007             | ES Troyes AC          | Ligue 1               | -           | -           | -               | -               | -                 | -                 | -                              | -                              | -                              | 0     | 0     |
| Sous-total            | Sous-total            | Sous-total            | 0           | 0           | 0               | 0               | 0                 | 0                 | -                              | 0                              | 0                              | 0     | 0     |
| 2006-2007             | Angers SCO (prêt)     | National              | 14          | 3           | -               | -               | -                 | -                 | -                              | -                              | -                              | 14    | 3     |
| Sous-total            | Sous-total            | Sous-total            | 14          | 3           | 0               | 0               | 0                 | 0                 | -                              | 0                              | 0                              | 14    | 3     |
| 2007-2008             | ES Troyes AC          | Ligue 2               | 35          | 2           | 3               | 1               | 2                 | 0                 | -                              | -                              | -                              | 40    | 3     |
| 2008-2009             | ES Troyes AC          | Ligue 2               | 15          | 0           | 2               | 0               | -                 | -                 | -                              | -                              | -                              | 17    | 0     |
| 2009-2010             | ES Troyes AC          | National              | 34          | 4           | 4               | 0               | 3                 | 0                 | -                              | -                              | -                              | 41    | 4     |
| 2010-2011             | ES Troyes AC          | Ligue 2               | 34          | 5           | 3               | 1               | 1                 | 0                 | -                              | -                              | -                              | 38    | 6     |
| 2011-2012             | ES Troyes AC          | Ligue 2               | 32          | 5           | 3               | 0               | 1                 | 0                 | -                              | -                              | -                              | 36    | 5     |
| 2012-2013             | ES Troyes AC          | Ligue 1               | 19          | 2           | 1               | 0               | 2                 | 0                 | -                              | -                              | -                              | 22    | 2     |
| Sous-total            | Sous-total            | Sous-total            | 169         | 18          | 16              | 2               | 9                 | 0                 | -                              | 0                              | 0                              | 194   | 20    |
| 2012-2013             | AS Monaco             | Ligue 2               | 17          | 0           | -               | -               | -                 | -                 | -                              | -                              | -                              | 17    | 0     |
| 2013-2014             | AS Monaco             | Ligue 1               | 31          | 3           | 3               | 0               | -                 | -                 | -                              | -                              | -                              | 34    | 3     |
| Sous-total            | Sous-total            | Sous-total            | 48          | 3           | 3               | 0               | 0                 | 0                 | -                              | 0                              | 0                              | 51    | 3     |
| 2014-2015             | Hellas Vérone (prêt)  | Serie A               | 22          | 1           | 1               | 0               | -                 | -                 | -                              | -                              | -                              | 23    | 1     |
| Sous-total            | Sous-total            | Sous-total            | 22          | 1           | 1               | 0               | 0                 | 0                 | -                              | 0                              | 0                              | 23    | 1     |
| 2015-2016             | Lille OSC             | Ligue 1               | 30          | 1           | 2               | 0               | 3                 | 0                 | -                              | -                              | -                              | 35    | 1     |
| Sous-total            | Sous-total            | Sous-total            | 30          | 1           | 2               | 0               | 3                 | 0                 | -                              | 0                              | 0                              | 35    | 1     |
| Total sur la carrière | Total sur la carrière | Total sur la carrière | 356         | 43          | 23              | 2               | 14                | 0                 | -                              | 0                              | 0                              | 393   | 45    |

### En sélection nationale
| Sélection | Année | Statistiques | Statistiques |
| Sélection | Année | Matchs       | Buts         |
| --------- | ----- | ------------ | ------------ |
| Maroc A   | 2005  | 1            | 0            |
| Maroc A   | 2013  | 5            | 0            |
| Maroc A   | 2014  | 7            | 0            |
| Maroc A   | 2015  | 4            | 0            |
| Maroc A   | 2016  | 4            | 0            |
| Maroc A   | 2017  | 1            | 0            |
| Maroc A   | Total | 22           | 0            |

| Matches internationaux de Mounir Obbadi | Matches internationaux de Mounir Obbadi | Matches internationaux de Mounir Obbadi                      | Matches internationaux de Mounir Obbadi | Matches internationaux de Mounir Obbadi | Matches internationaux de Mounir Obbadi | Matches internationaux de Mounir Obbadi  | Matches internationaux de Mounir Obbadi |
| 0                                       | Date                                    | Lieu                                                         | Adversaire                              | Score                                   | Résultats                               | Compétitions                             |                                         |
| --------------------------------------- | --------------------------------------- | ------------------------------------------------------------ | --------------------------------------- | --------------------------------------- | --------------------------------------- | ---------------------------------------- | --------------------------------------- |
| 1                                       | 15 novembre 2005                        | Stade Pierre-Pibarot, Clairefontaine-en-Yvelines, France     | Cameroun                                | —                                       | 0-0                                     | Match amical                             |                                         |
| 2                                       | 8 juin 2013                             | Grand Stade de Marrakech, Marrakech, Maroc                   | Tanzanie                                | —                                       | 2-1                                     | Éliminatoires Coupe du monde 2014        |                                         |
| 3                                       | 15 juin 2013                            | Grand Stade de Marrakech, Marrakech, Maroc                   | Gambie                                  | —                                       | 2-0                                     | Éliminatoires Coupe du monde 2014        |                                         |
| 4                                       | 14 août 2013                            | Stade Ibn Batouta, Tanger, Maroc                             | Burkina Faso                            | —                                       | 1-2                                     | Match amical                             |                                         |
| 5                                       | 7 septembre 2013                        | Stade Félix-Houphouët-Boigny, Abidjan, Côte d’Ivoire         | Côte d'Ivoire                           | —                                       | 1-1                                     | Éliminatoires Coupe du monde 2014        |                                         |
| 6                                       | 11 octobre 2013                         | Stade Adrar, Agadir, Maroc                                   | Afrique du Sud                          | —                                       | 1-1                                     | Match amical                             |                                         |
| 7                                       | 5 mars 2014                             | Grand Stade de Marrakech, Marrakech, Maroc                   | Gabon                                   | —                                       | 1-1                                     | Match amical                             |                                         |
| 8                                       | 23 mai 2014                             | Estádio de São Luís (en), Faro, Portugal                     | Mozambique                              | —                                       | 4-0                                     | Match amical                             |                                         |
| 9                                       | 28 mai 2014                             | Stade de l'Algarve, Faro, Portugal                           | Angola                                  | —                                       | 0-2                                     | Match amical                             |                                         |
| 10                                      | 6 juin 2014                             | Stade Lokomotiv, Moscou, Russie                              | Russie                                  | —                                       | 2-0                                     | Match amical                             |                                         |
| 11                                      | 3 septembre 2014                        | Stade Mohammed-V, Casablanca, Maroc                          | Qatar                                   | —                                       | 0-0                                     | Match amical                             |                                         |
| 12                                      | 7 septembre 2014                        | Grand Stade de Marrakech, Marrakech, Maroc                   | Libye                                   | —                                       | 3-0                                     | Match amical                             |                                         |
| 13                                      | 13 novembre 2014                        | Stade Adrar, Agadir, Maroc                                   | Bénin                                   | —                                       | 6-1                                     | Match amical                             |                                         |
| 14                                      | 12 juin 2015                            | Stade Adrar, Agadir, Maroc                                   | Libye                                   | —                                       | 1-0                                     | Qualifications à la Coupe d'Afrique 2017 |                                         |
| 15                                      | 5 septembre 2015                        | Estádio Nacional 12 de Julho, São Tomé, Sao Tomé-et-Principe | Sao Tomé-et-Principe                    | —                                       | 0-3                                     | Qualifications à la Coupe d'Afrique 2017 |                                         |
| 16                                      | 9 octobre 2015                          | Stade Adrar, Agadir, Maroc                                   | Côte d'Ivoire                           | —                                       | 0-1                                     | Match amical                             |                                         |
| 17                                      | 12 octobre 2015                         | Stade Adrar, Agadir, Maroc                                   | Guinée                                  | —                                       | 1-1                                     | Match amical                             |                                         |
| 18                                      | 26 mars 2016                            | Estádio Nacional de Cabo Verde, Praia, Cap-Vert              | Cap-Vert                                | —                                       | 0-1                                     | Qualifications à la Coupe d'Afrique 2017 |                                         |
| 19                                      | 27 mai 2016                             | Stade Ibn Batouta, Tanger, Maroc                             | Congo                                   | —                                       | 2-0                                     | Match amical                             |                                         |
| 20                                      | 3 juin 2016                             | Stade olympique de Radès, Radès, Tunisie                     | Libye                                   | —                                       | 1-1                                     | Qualifications à la Coupe d'Afrique 2017 |                                         |
| 21                                      | 4 septembre 2016                        | Complexe sportif Moulay-Abdallah, Rabat, Maroc               | Sao Tomé-et-Principe                    | —                                       | 2-0                                     | Qualifications à la Coupe d'Afrique 2017 |                                         |
| 22                                      | 24 janvier 2017                         | Stade d'Oyem, Oyem, Gabon                                    | Côte d'Ivoire                           | —                                       | 1-0                                     | Coupe d'Afrique 2017                     |                                         |

## Palmarès

### En club
| - AS Monaco - Championnat de France - Vice-champion : 2014 - Championnat de France de Ligue 2 - Vainqueur : 2013 | Lille OSC - Coupe de la Ligue - Finaliste : 2016 |

### Distinction personnelle
- Présent dans l'équipe-type de Ligue 2 2012-2013